# Somalier i Finland
Somalier i Finland är en av de största etniska minoriteterna i Finland och den överlägset största gruppen av människor av utomeuropeiskt ursprung. Under 2009 bodde 5570 somaliska medborgare i Finland, men lika många kan ha fått finländskt medborgarskap. Under 2009 fanns det 11 681 somalisktalande i landet, varav 9 444 bodde i Nyland.  Enligt Helsingin Sanomat, ökade antalet somalisktalande människor i Finland 2010 med nästan 10 % på ett år. År 2015 hade antalet somalisktalande i landet ökat till 17 871.

## Historia
De första somaliska invandrarna kom till Finland via Sovjetunionen i början av 1990-talet från ett Somalia drabbat av stridigheter. Mellan 1990 och 1995, ökade antalet somaliska medborgare i Finland från 44 personer till 4044. De första ankomsterna var universitetsstudenter från universitet i forna Sovjetunionen (se till exempel Zahra Abdulla). Senare kom fler asylsökande direkt från Somalia, många genom ett program för familjeåterförening.

## Utsatthet
| År   | Födda i Somalia | Somaliska medborgare | Somalisk- talande |
| ---- | --------------- | -------------------- | ----------------- |
| 1990 | 51              | 44                   | 0                 |
| 1991 | 1 389           | 1 505                | 1 538             |
| 1992 | 1 693           | 1 882                | 1 913             |
| 1993 | 2 551           | 2 883                | 2 912             |
| 1994 | 2 988           | 3 538                | 3 566             |
| 1995 | 3 229           | 4 044                | 4 057             |
| 1996 | 3 451           | 4 555                | 4 558             |
| 1997 | 3 838           | 5 238                | 5 266             |
| 1998 | 4 138           | 5 371                | 5 910             |
| 1999 | 4 189           | 4 410                | 6 251             |
| 2000 | 4 149           | 4 190                | 6 454             |
| 2001 | 4 348           | 4 355                | 6 920             |
| 2002 | 4 554           | 4 537                | 7 332             |
| 2003 | 4 700           | 4 642                | 7 777             |
| 2004 | 4 771           | 4 689                | 8 096             |
| 2005 | 5 060           | 4 704                | 8 593             |
| 2006 | 5 261           | 4 623                | 8 990             |
| 2007 | 5 802           | 4 852                | 9 810             |
| 2008 | 6 352           | 4 919                | 10 647            |
| 2009 | 7 110           | 5 570                | 11 681            |
| 2010 | 8 073           | 6 593                | 12 985            |
| 2011 | 8 767           | 7 421                | 14 045            |
| 2012 | 9 079           | 7 468                | 14 769            |
| 2013 | 9 618           | 7 465                | 15 789            |
| 2014 | 10 054          | 7 381                | 16 721            |
| 2015 | 10 570          | 7 261                | 17 871            |
| 2016 | 11 102          | 7 018                | 19 059            |
| 2017 | 11 437          | 6 677                | 20 007            |
| 2018 | 11 797          | 6 448                | 20 944            |
| 2019 | 12 110          | 6 444                | 21 920            |
| 2020 | 12 387          | 6 460                | 22 794            |
| 2021 | 12 712          | 6 581                | 23 656            |

Liksom andra invandrargrupper i Finland, i synnerhet muslimer, har somalier varit måltavlor för hatbrott. Enligt en rapport från Polisyrkeshögskolan 2009, var 8 % av det totala antalet offer somaliskfödda, medan endast 4 % av misstänkta brottslingar. De flesta misstänkta gärningsmän var enligt rapporten unga finländare vars dåd var riktade främst mot somaliska, irakiska och turkiska invandrare i samma ålder.  Enligt socialarbetare, har trycket från att leva mellan två olika kulturer också resulterat i fall av brottslighet bland missnöjda 17-20-åringar i den somaliska gemenskapen. Situationen förvärras av att många somaliska föräldrar är ovana med de olika sociala tjänster som finns tillgängliga för att hantera liknande omständigheter. För att ta itu med problemet, har somaliska samhällsorganisationer slagit sig ihop med den finländska polisen och socialtjänst, och de kommunala myndigheterna i Helsingfors strävar efter att rekrytera fler somaliska socialarbetare. 

## Integration
Som med många andra invandrargrupper i Finland har somalier haft även några hinder för etablering på arbetsmarknaden, delvis på grund av den lokala ekonomiska situationen men även på grund av främlingsfientliga attityder hos många potentiella arbetsgivare. Dock har situationen stadigt förbättrats under åren, i och med att fler somaliska invandrare lyckats få en anställning genom sin egen gemenskap. Medan vissa somalier med språkutbildning har fått jobb inom sitt område har många andra, liksom invandrare i allmänhet, fått kortsiktiga arbetsställningar.

## Kända finlandssomalier
- Abdirahim Hussein, f.d. politiker i Centern
- Zahra Abdulla,  medlem av Helsingfors stadsfullmäktige för De Gröna
- Batulo Essak, medlem av Vanda stadsfullmäktige för De Gröna
- Faisal Ali Warabe, politiker
- Iidle Elmi, fotbollsspelare
- Nura Farah, författare
- Fathi Ahmed, stand-up-komiker
- Kingfish, rappare
- Maryan Abdulkarim[13]